# Coppa europea di calcio CONIFA

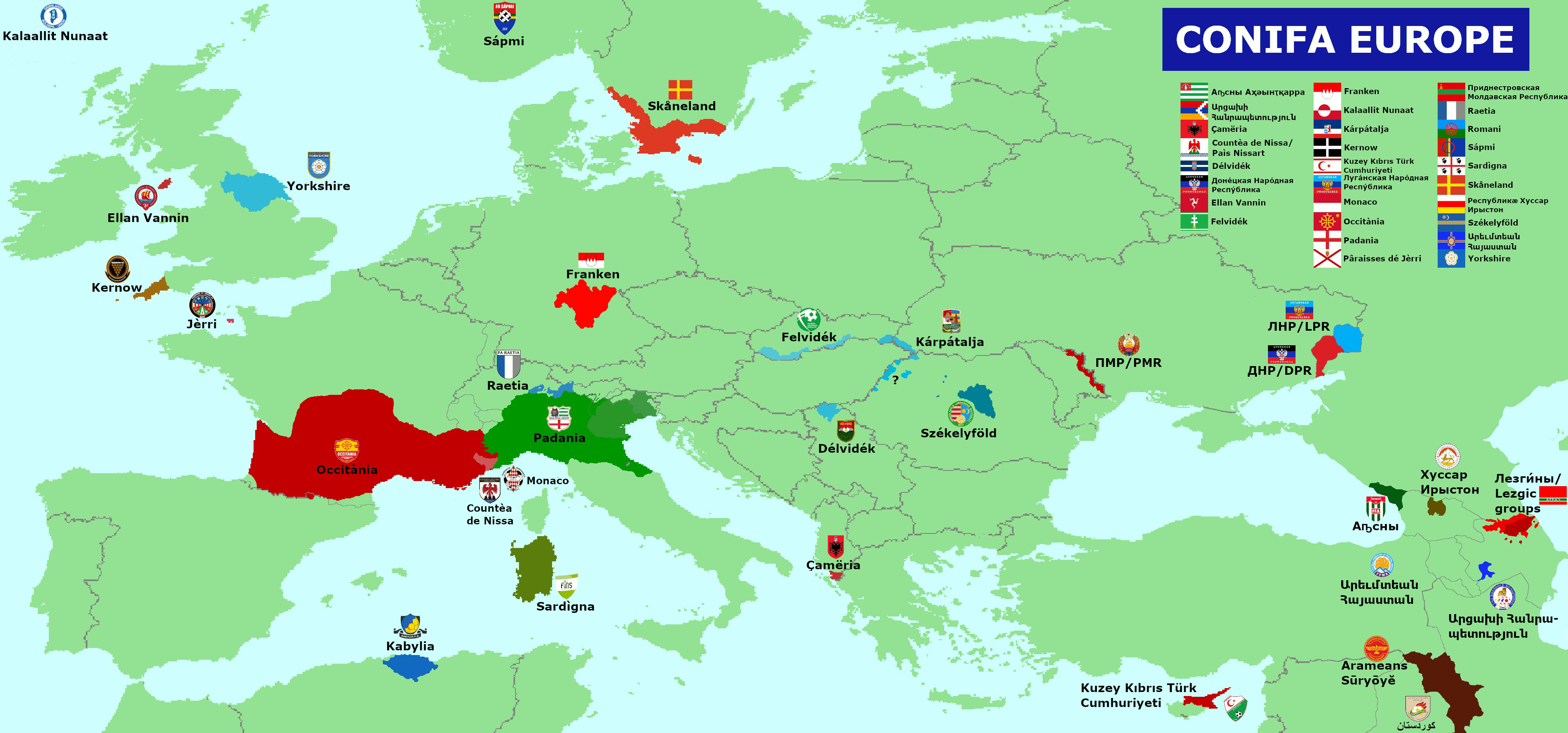
L'edizione CONIFA 2018

La Coppa europea di calcio CONIFA (in lingua inglese CONIFA European Football Cup) è una competizione calcistica europea organizzata dalla CONIFA, associazione che rappresenta alcune selezioni calcistiche non affiliate alla FIFA. 
La prima edizione della Coppa europea di calcio CONIFA si è tenuta dal 13 giugno al 21 giugno 2015, ed è stata ospitata dalla Terra dei Siculi.
La nazionale campione in carica è l'Ossezia del Sud, mentre la Padania è la nazionale con più successi, due.

## Edizioni
| Anno          | Ospitante        |                                                           | Finale                                                    | Finale                                                    | Finale                                                    |                                                           | Finale terzo e quarto posto                               | Finale terzo e quarto posto                               | Finale terzo e quarto posto |
| Anno          | Ospitante        | Vincitore                                                 | Risultato                                                 | 2º posto                                                  | 3º posto                                                  | Risultato                                                 | 4º posto                                                  |                                                           |                             |
| 2015 Dettagli | Terra dei Siculi | Padania                                                   | 4 – 1                                                     | Contea di Nizza                                           | Isola di Man                                              | 1–1 5–3 (dcr)                                             | Alta Ungheria                                             |                                                           |                             |
| 2017 Dettagli | Cipro del Nord   | Padania                                                   | 1–1 4–2 (dcr)                                             | Cipro del Nord                                            | Terra dei Siculi                                          | 3 – 1                                                     | Abcasia                                                   |                                                           |                             |
| 2019 Dettagli | Artsakh          | Ossezia del Sud                                           | 1 – 0                                                     | Armenia Occidentale                                       | Abcasia                                                   | 0 – 0 3–2 (dcr)                                           | Ciamuria                                                  |                                                           |                             |
| 2022          | Contea di Nizza  | Torneo annullato a causa della pandemia di COVID-19       | Torneo annullato a causa della pandemia di COVID-19       | Torneo annullato a causa della pandemia di COVID-19       | Torneo annullato a causa della pandemia di COVID-19       | Torneo annullato a causa della pandemia di COVID-19       | Torneo annullato a causa della pandemia di COVID-19       | Torneo annullato a causa della pandemia di COVID-19       |                             |
| 2023          | Cipro del Nord   | Torneo annullato a causa del Terremoto in Turchia e Siria | Torneo annullato a causa del Terremoto in Turchia e Siria | Torneo annullato a causa del Terremoto in Turchia e Siria | Torneo annullato a causa del Terremoto in Turchia e Siria | Torneo annullato a causa del Terremoto in Turchia e Siria | Torneo annullato a causa del Terremoto in Turchia e Siria | Torneo annullato a causa del Terremoto in Turchia e Siria |                             |
| 2025          | ???              |                                                           |                                                           |                                                           |                                                           |                                                           |                                                           |                                                           |                             |